# Владан Ковачевић
Владан Ковачевић (Бања Лука, 11. април 1998) је босанскохерцеговачки фудбалер који тренутно наступа за Легију из Варшаве на позајмици из Спортинг Лисабона. Игра на позицији голмана.

## Репрезентација
Ковачевић је дебитовао за младу репрезентацију Босне и Херцеговине 2018. године. Укупно је уписао седам наступа. Више пута се налазио на списковима сениорске репрезентације, али није дебитовао. Маја 2022. је одлучио да се више не одазива на позиве за сениорску репрезентацију Босне и Херцеговине, јер жели да наступа за репрезентацију Србије. Почетком 2023. године добија позив од селектора Србије Драгана Стојковића, и његово име се нашло на ширем списку репрезентације. Међутим, није се нашао на коначном списку за мечеве квалификација за Европско првенство марта месеца, јер у том тренутку није имао право наступа за Србију.

## Успеси
Сарајево
- Премијер лига БиХ (2) : 2018/19,[13] 2019/20.[14]
- Куп БиХ (2) : 2018/19,[15] 2020/21.[16]

 Раков
- Екстракласа (1) : 2022/23.[17]
- Куп Пољске  (1) : 2021/22,[18] (финале: 2022/23)[19]
- Суперкуп Пољске  (2) : 2021,[20] 2022,[21] (финале: 2023)[22]

Појединачни
- Најбољи голман Екстракласе: 2021/22,[23] 2022/23.[24]